# Dùùrėg

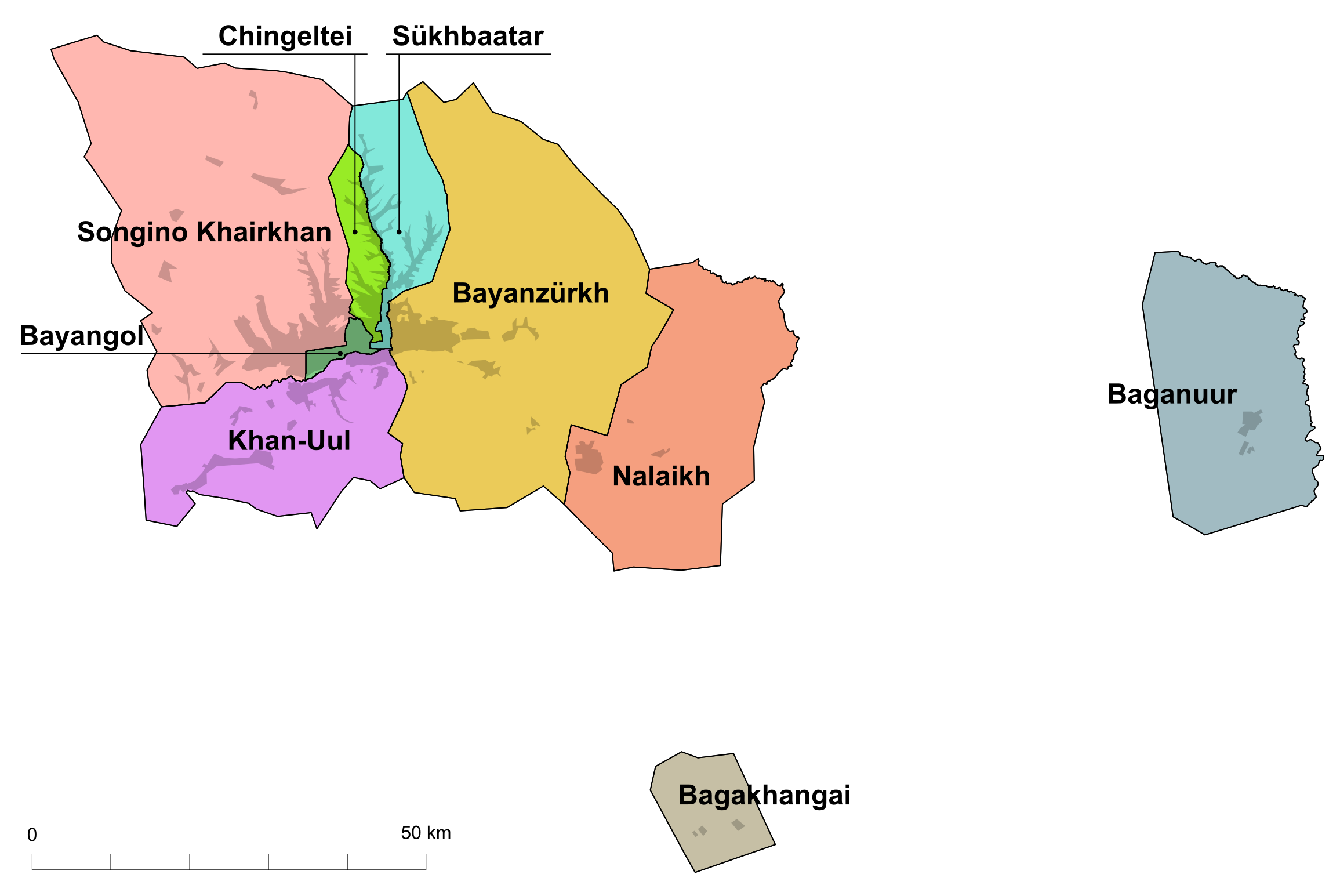
Mappa dei dùùrėg (distretti) di Ulan Bator (i nomi seguono la traslitterazione anglosassone)

I dùùrėg (in mongolo дүүрэг) sono i distretti municipali in cui è suddivisa Ulan Bator, capitale della Mongolia. A sua volta ognuno dei 9 dùùrėg è suddiviso in horoo.
Ciascun dùùrėg equivale ad una circoscrizione che elegge uno o più rappresentanti al Grande Hural di Stato, il parlamento nazionale.
| Dùùrėg         | in mongolo     | Horoo | Abitanti 01.01.2006 | Crescita Annuale (%) | Abitanti 01.01.2007 | Crescita Annuale (%) | Abitanti 01.01.2008 | Crescita Annuale (%) | Abitanti 01.01.2009 | Area km² | Abitanti /km² |
| -------------- | -------------- | ----- | ------------------- | -------------------- | ------------------- | -------------------- | ------------------- | -------------------- | ------------------- | -------- | ------------- |
| Bagahangaj     | Багахангай     | 2     | 3.776               | 1,4                  | 3.827               | 1,0                  | 3.864               | -3,2                 | 3.742               | 140,0    | 26,7          |
| Baganuur       | Багануур       | 4     | 25.261              | 1,9                  | 25.731              | 0,9                  | 25.969              | -0,4                 | 25.877              | 620,2    | 41,7          |
| Bajangol       | Баянгол        | 20    | 160.479             | 0,2                  | 160.818             | 2,7                  | 165.159             | 2,5                  | 169.278             | 29,5     | 5.738,2       |
| Bajanzùrh      | Баянзүрх       | 24    | 196.132             | 7,9                  | 211.614             | 4,7                  | 221.565             | 6,2                  | 235.192             | 1.244,1  | 189,0         |
| Čingėltėj      | Чингэлтэй      | 19    | 130.501             | 1,8                  | 132.883             | 2,4                  | 136.014             | 2,9                  | 140.019             | 89,3     | 1.568,0       |
| Han Uul        | Хан Уул        | 14    | 87.912              | 3,4                  | 90.925              | 4,1                  | 94.670              | 4,4                  | 98.815              | 484,7    | 203,9         |
| Nalajh         | Налайх         | 6     | 26.529              | 2,9                  | 27.297              | 3 1                  | 28.152              | 3,4                  | 29.115              | 687,6    | 42,3          |
| Songinohajrhan | Сонгинохайрхан | 25    | 204.587             | 3,2                  | 211.056             | 4,4                  | 220.295             | 5,5                  | 232.326             | 1.200,6  | 193,5         |
| Sùhbaatar      | Сүхбаатар      | 18    | 117.233             | 5,0                  | 123.041             | 5,2                  | 129.486             | 2,8                  | 133.108             | 208,4    | 638,7         |
| totali         |                | 132   | 952.410             | 3,7                  | 987.192             | 3,8                  | 1.025.174           | 4,1                  | 1.067.472           | 4.704,4  | 226,9         |

Benché amministrativamente siano parte di Ulan Bator, Nalajh e Baganuur sono città distinte. Bagahangaj e Baganuur sono delle exclavi, la prima si trova nella Provincia del Tôv, la seconda lungo il confine che separa le provincie di Tôv e quella di Hėntij.